# Champ Car Series 1986
De Champ Car Series 1986 was het achtste CART kampioenschap dat gehouden werd tussen 1979 en 2007. Het werd gewonnen door Bobby Rahal. Hij won ook de race op Indianapolis. Arie Luyendyk werd zeventiende en Jan Lammers werd tweeëntwintigste in de eindstand van het kampioenschap.

## Races
|    | Datum        | Circuit                         | Winnaar            | Tweede             | Derde              | Pole position      |
| 1  | 6 april      | Phoenix International Raceway   | Kevin Cogan        | Tom Sneva          | Emerson Fittipaldi | Mario Andretti     |
| 2  | 13 april     | Stratencircuit Long Beach       | Michael Andretti   | Al Unser Jr.       | Geoff Brabham      | Danny Sullivan     |
| 3  | 31 mei       | Indianapolis Motor Speedway     | Bobby Rahal        | Kevin Cogan        | Rick Mears         | Rick Mears         |
| 4  | 8 juni       | Milwaukee Mile                  | Michael Andretti   | Tom Sneva          | Rick Mears         | Michael Andretti   |
| 5  | 15 juni      | Portland International Raceway  | Mario Andretti     | Michael Andretti   | Al Unser Jr.       | Emerson Fittipaldi |
| 6  | 29 juni      | Meadowlands Sports Complex      | Danny Sullivan     | Emerson Fittipaldi | Bobby Rahal        | Michael Andretti   |
| 7  | 6 juli       | Cleveland                       | Danny Sullivan     | Michael Andretti   | Mario Andretti     | Danny Sullivan     |
| 8  | 20 juli      | Stratencircuit Toronto          | Bobby Rahal        | Danny Sullivan     | Mario Andretti     | Emerson Fittipaldi |
| 9  | 3 augustus   | Michigan International Speedway | Johnny Rutherford  | Josele Garza       | Pancho Carter      | Rick Mears         |
| 10 | 17 augustus  | Pocono Raceway                  | Mario Andretti     | Kevin Cogan        | Pancho Carter      | Michael Andretti   |
| 11 | 31 augustus  | Mid-Ohio Sports Car Course      | Bobby Rahal        | Roberto Guerrero   | Danny Sullivan     | Mario Andretti     |
| 12 | 7 september  | Sanair Super Speedway           | Bobby Rahal        | Al Unser Jr.       | Emerson Fittipaldi | Rick Mears         |
| 13 | 28 september | Michigan International Speedway | Bobby Rahal        | Michael Andretti   | Emerson Fittipaldi | Rick Mears         |
| 14 | 4 oktober    | Road America                    | Emerson Fittipaldi | Michael Andretti   | Rick Mears         | Bobby Rahal        |
| 15 | 12 oktober   | Laguna Seca                     | Bobby Rahal        | Danny Sullivan     | Michael Andretti   | Mario Andretti     |
| 16 | 19 oktober   | Phoenix International Raceway   | Michael Andretti   | Danny Sullivan     | Bobby Rahal        | Bobby Rahal        |
| 17 | 9 november   | Stratencircuit Miami            | Al Unser Jr.       | Roberto Guerrero   | Rick Mears         | Roberto Guerrero   |

## Eindrangschikking (Top 10)
| Rank | Rijder             | Ptn |
| ---- | ------------------ | --- |
| 1.   | Bobby Rahal        | 179 |
| 2.   | Michael Andretti   | 171 |
| 3.   | Danny Sullivan     | 147 |
| 4.   | Al Unser Jr.       | 137 |
| 5.   | Mario Andretti     | 136 |
| 6.   | Kevin Cogan        | 115 |
| 7.   | Emerson Fittipaldi | 103 |
| 8.   | Rick Mears         | 89  |
| 9.   | Roberto Guerrero   | 87  |
| 10.  | Tom Sneva          | 81  |

1979 · 
1980 ·
1981 ·
1982 ·
1983 ·
1984 ·
1985 ·
1986 ·
1987 ·
1988 ·
1989 ·
1990 ·
1991 ·
1992 ·
1993 ·
1994 ·
1995 ·
1996 ·
1997 ·
1998 ·
1999 ·
2000 ·
2001 ·
2002 ·
2003 ·
2004 ·
2005 ·
2006 ·
2007